# Kaiulani Lee
Kaiulani Lee (Contea di Arlington, 28 febbraio 1950) è un'attrice statunitense.
Nota come attrice dagli anni settanta, è attiva principalmente in televisione; ha anche lavorato al cinema ed in teatro. Al cinema è nota per aver recitato nel film Prima e dopo con Meryl Streep e Liam Neeson.

## Filmografia
- Un'ombra nel buio (The Fan), regia di Ed Bianchi (1981)
- Il mondo secondo Garp (The World According to Garp), regia di George Roy Hill (1982)
- Cujo, regia di Lewis Teague (1983)
- Bentornato fantasma (Hello Again), regia di Frank Perry (1987)
- Stacking, regia di Martin Rosen (1987)
- Zelly ed io (Zelly & Me), regia di Tina Rathborne (1988)
- Mac, regia di John Turturro (1992)
- Prima e dopo (Before and After), regia di Barbet Schroeder (1996)
- A Civil Action, regia di Steven Zaillian (1998)
- Obsession, regia di Jonathan Darby (1998)
- Stephanie Daley, regia di Hilary Brougher (2006)

## Doppiatrici italiane
- Daniela Nobili in Cujo
- Angiolina Quinterno in Prima e dopo